# Zur Ritze

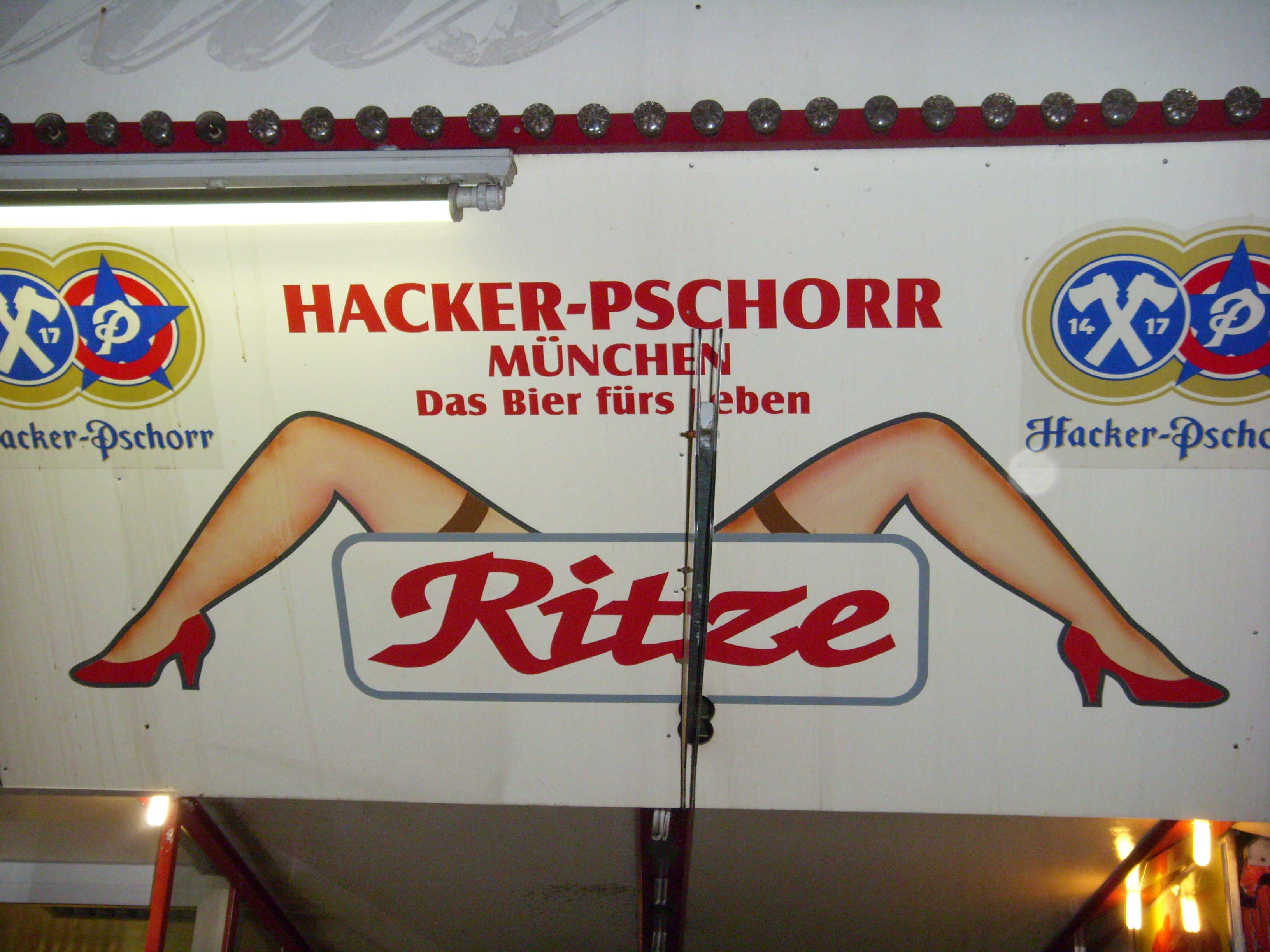
Der Eingang zur Ritze

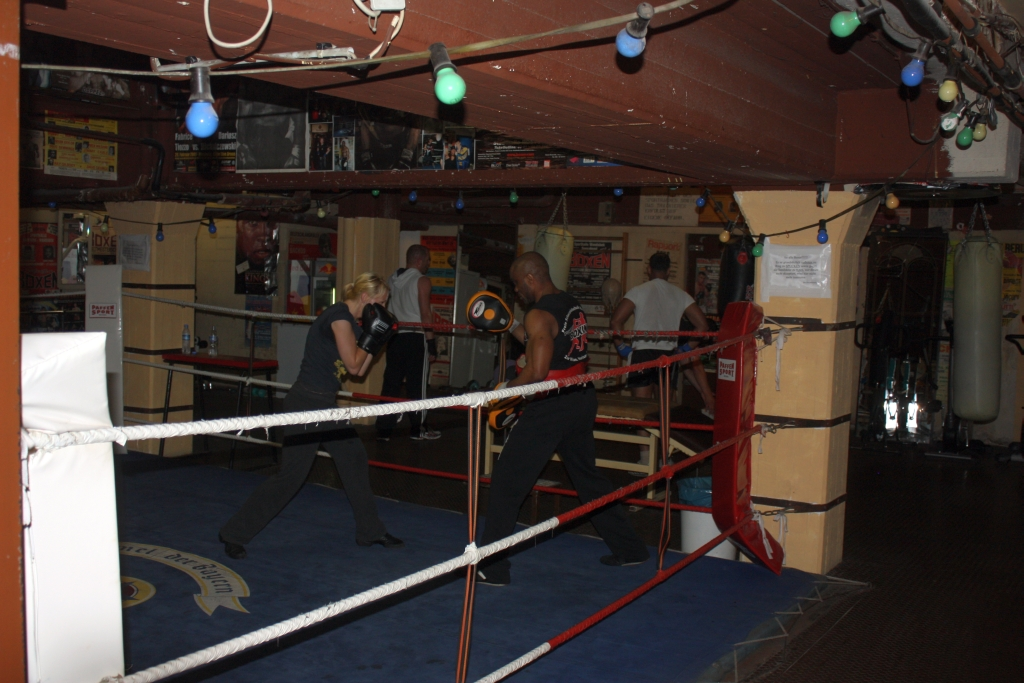
Im Boxkeller

Zur Ritze ist eine Kneipe mit Boxring im Keller in Hamburg-St. Pauli an der Reeperbahn. Sie befindet sich im Hinterhof und hat eine berühmte Eingangstür, die rechts und links von zwei gespreizten Frauenbeinen mit High Heels flankiert ist, aufgemalt von Erwin Ross. Das Lokal gilt als bekannteste Kneipe St. Paulis.
Auch heute noch wird der Keller als Boxraum genutzt. In der darüberliegenden Kneipe hängen an den Wänden zahlreiche Autogrammfotos prominenter Gäste. Trainiert haben im Boxraum unter anderem Dariusz Michalczewski, Henry Maske, Vitali und Wladimir Klitschko, Ben Becker sowie diverse Zuhälter St. Paulis.

## Geschichte
Gegründet wurde die Schankwirtschaft durch Hans Joachim „Hanne“ Kleine, der den Boxkeller ursprünglich nur zu eigenen Trainingszwecken einrichten ließ. Das Lokal wurde etwa 1974 gegründet, der schriftliche Mietvertrag über die Räumlichkeiten datiert aber auf das Jahr 1982. 1981 wurde in dem Lokal der Zuhälter Fritz Schroer („Chinesen-Fritz“) erschossen. 2006 beging der frühere „Pate von St. Pauli“ Stefan Hentschel im Keller der Ritze Suizid.
Hanne Kleine starb 2011, danach wurde das Lokal von seiner Frau Kirsten geführt. Nachdem Kirsten Kleine telefonisch bedroht wurde, um sie zur Aufgabe des Lokals zu bewegen, ist seit November 2015 Carsten Marek Mit-Pächter der Ritze. In den 1990er Jahren war die Ritze die Lieblingskneipe von Udo Lindenberg.